# Коломбо, Анджело Мартино
Анджело Мартино Коломбо (итал. Angelo Martino Colombo; 13 мая 1935, Гаттинара, Италия — 13 марта 2014, Верчелли, Италия) — итальянский футболист, вратарь, игравший за «Кальяри» и «Ювентус».

## Карьера
Анджело Мартино Коломбо родился и вырос в городе Гаттинара. Является воспитанником футбольного клуба «Про Верчелли». В 1960 году перешёл в «Кальяри», с этой командой прошёл путь из Серии С в элиту итальянского футбола Серию А. На протяжении пяти сезонов был основным вратарём в «Кальяри».
Демонстрируя хороший уровень игры Аджело Коломбо был приглашён в один из ведущих футбольных клубов Италии, в 1965 году подписал контракт с «Ювентусом». Был одним из самых низких вратарей в чемпионате Италии своего времени, отличался великолепной ловкостью и реакцией. В сезоне 1966/1967 стал чемпионом Италии в составе «Ювентуса».
Анджело Мартино Коломбо скончался в возрасте 78 лет. Последние годы своей жизни проживал в Верчелли, похороны состоялись в церкви Биллиемме. Ему была посвящена книга «Полёт Коломбо», написанная Джаном Луиджи Кароном.

## Достижения
«Ювентус»
- Чемпион Италии: 1966/1967